# Lago Gülper
El lago Gülper (en alemán: Gülpersee) es un lago situado al oeste del distrito rural de Havelland —junto a la frontera con el estado de Sajonia-Anhalt—, en el estado de Brandeburgo (Alemania), a una elevación de 23.6 metros; tiene un área de 660 hectáreas.